# Joselito Ramalho Nogueira
Joselito Ramalho Nogueira (Mimoso do Sul, 10 de novembro de 1964) é um prelado brasileiro da Igreja Católica, desde 2025 é bispo auxiliar da Arquidiocese de São Sebastião do Rio de Janeiro.

## Biografia
Formou-se como engenheiro agrônomo pela Universidade Federal de Viçosa, tendo se graduado em julho de 1986. No ano seguinte, começou a cursar Filosofia no Seminário Diocesano Bom Pastor em Cachoeiro de Itapemirim e Teologia no Instituto de Filosofia e Teologia da Arquidiocese de Vitória. Obteve a Licenciatura em Teologia Espiritual pela Pontifícia Faculdade Teológica Teresianum, em Teologia pela Pontifícia Universidade São Tomás de Aquino Angelicum, bem como o Doutorado em Teologia Dogmática pela Pontifícia Universidade Gregoriana, estas em Roma.
Recebeu a ordenação presbiteral em 19 de junho de 1993, sendo incardinado na Diocese de Cachoeiro de Itapemirim.
Exerceu os cargos de administrador paroquial, a paróquia São José em Mimoso do Sul, em junho de 1993, tendo sido transferido em dezembro do mesmo ano para a paróquia Santíssima Trindade em Marataízes, onde permaneceu como pároco até janeiro de 1998 quando deixou a paróquia para estudar em Roma. Durante esse período foi diretor da Radio Diocesana.
Em 2001, retornou ao Brasil assumindo como pároco a paróquia Nosso Senhor dos Passos e logo após a paróquia Nossa Senhora das Graças, ambas na cidade de Cachoeiro de Itapemirim. Desde 2023, é pároco na paróquia Santo Antonio de Pádua em Rio Novo do Sul, Espírito Santo e vigário-geral da diocese. Na diocese de Cachoeiro de Itapemirim foi coordenador diocesano de Pastoral e membro dos diversos conselhos da diocese. Tem ensinado Teologia no Instituto Interdiocesano de Filosofia e Teologia em Vitória e na Escola Diaconal Santo Estevão, em Cachoeiro de Itapemirim. De 2014 a 2024, esteve vinculado ao departamento de História do Centro Universitário São Camilo como professor.
Em 25 de fevereiro de 2025, o Papa Francisco o nomeou como bispo auxiliar de São Sebastião do Rio de Janeiro, atribuindo a sé titular de Tinum. Recebeu a ordenação episcopal em 27 de abril seguinte, na Catedral de São Pedro Apóstolo de Cachoeiro de Itapemirim, do arcebispo ad personam de Cachoeiro de Itapemirim, Dom Luiz Fernando Lisboa, C.P., coadjuvado por Dom Andherson Franklin Lustoza de Souza, bispo auxiliar de Vitória do Espírito Santo e Dom Lauro Sérgio Versiani Barbosa, bispo diocesano de Colatina.